# Tinghøj
Tinghøj – miasto w Danii, w regionie Dania Południowa, w gminie Varde.